# Chip Clipper

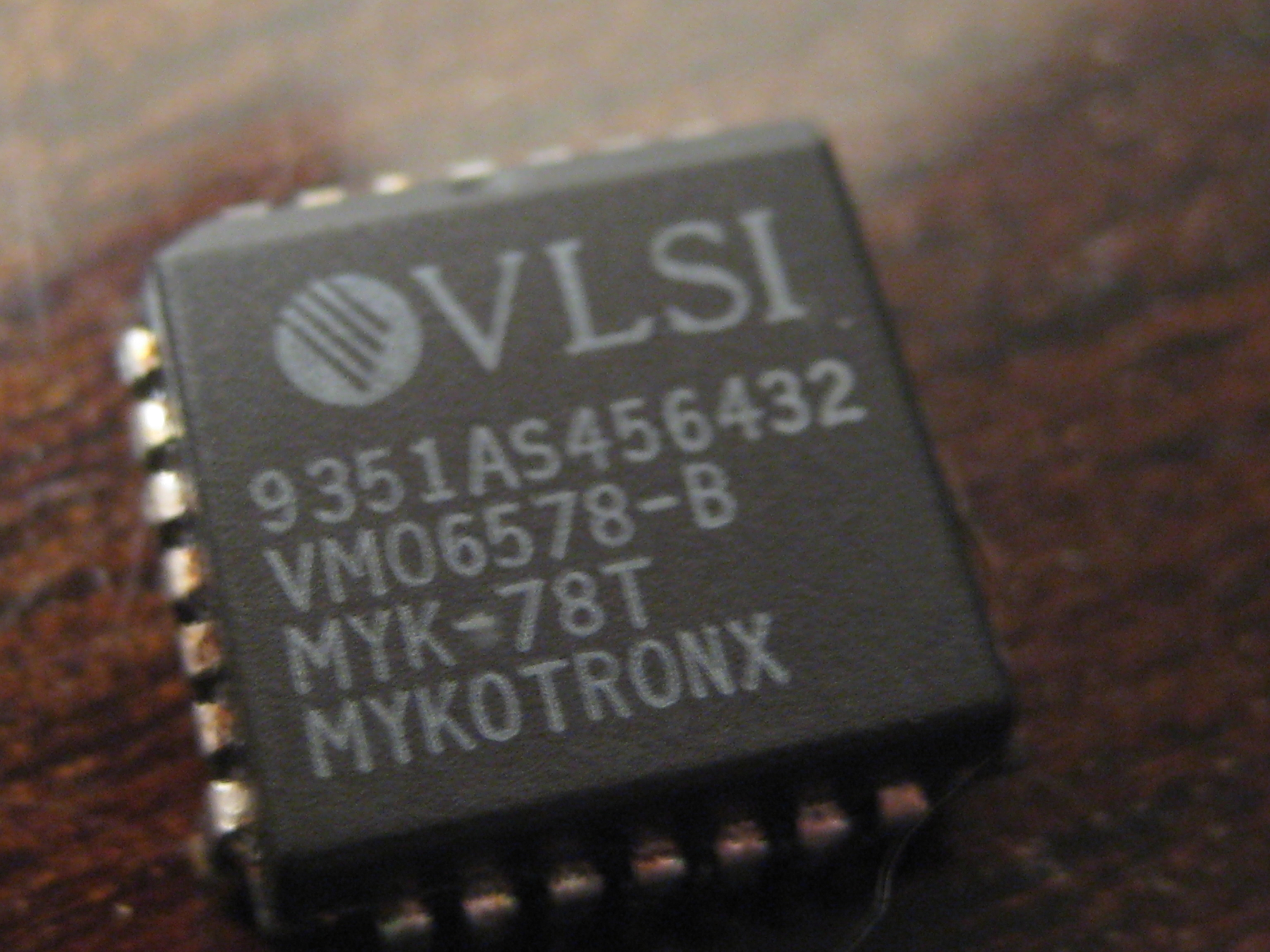
MYK-78 "chip Clipper"

O chip Clipper foi um chipset que foi desenvolvido e promovido pela Agência de Segurança Nacional (NSA, dos Estados Unidos) como um dispositivo de encriptação, porém com uma backdoor embutida, a ser adotado por empresas de telecomunicações para a transmissão de voz. Foi anunciado em 1993, mas em 1996 já estava inteiramente extinto.

## Custódia de chaves
O chip Clipper usava um algoritmo de criptografia de dados chamado Skipjack para transmitir a informação, e o algoritmo de troca de chaves Diffie-Hellman para distribuir as chaves criptográficas entre os pares. O Skipjack foi inventado pela Agência de Segurança Nacional do Governo dos Estados Unidos, e inicialmente classificado como SECRETO, o que o impediu de ser submetido à revisão por pares da comunidade de pesquisa de criptografia. O governo afirmou somente que o algoritmo era de chave simétrica de 80-bits, e semelhante ao DES. Em 24 de junho de 1998, o algoritmo foi desclassificado e publicado pela NSA. O custo inicial dos chips era declarado para ser de US$16 (sem programa) ou US$26 (programado), com sua lógica projetada por Mykotronx, e fabricados por VLSI Technology, Inc.
No coração do conceito estava a custódia de chaves. Na fábrica, qualquer novo telefone ou outro dispositivo com o chip Clipper receberia uma chave criptográfica, que iria então ser fornecido para custódia do governo. As agências do governo que recebessem autoridade para ouvir uma comunicação receberiam a chave correspondente, e então poderiam descriptografar todos os dados transmitidos por aquele telefone em particular (ou outro dispositivo). A então recém-formada Electronic Frontier Foundation preferia o termo "renúncia de chave", para enfatizar o que eles alegaram que estava realmente ocorrendo.

## Reação

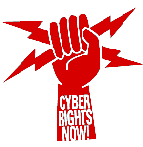
Revista Wired.

Organizações como o Electronic Privacy Information Center e a Electronic Frontier Foundation desafiaram a proposta do chip Clipper, dizendo que ele teria o efeito não só de submeter os cidadãos a maior e possivelmente ilegal vigilância do governo, mas que a força da criptografia do chip Clipper não poderia ser avaliada pelo público, uma vez que seu design foi classificado como secreto, e que portanto, indivíduos e empresas poderiam ser prejudicados a terem de usar um sistema de comunicações inseguro. Além disso, foi apontado que, enquanto as empresas estadunidenses poderiam ser forçadas a usar o chip Clipper em seus produtos de criptografia, empresas estrangeiras não seriam, e, presumivelmente, telefones com forte encriptação de dados seriam fabricado no exterior e se espalhar por todo o mundo e para os Estados Unidos, tornando inútil toda a tentativa, e, é claro, danificariam materialmente os fabricantes estadunidenses como consequência. Os então senadores John Ashcroft e John Kerry foram adversários da proposta do chip Clipper, argumentando em prol do direito individual para criptografar mensagens e exportar software de criptografia.
O lançamento e desenvolvimento de vários pacotes de criptografia forte tais como o Nautilus, PGP e PGPfone foram em resposta ao governo tentar forçar o chip Clipper. O pensamento era de que, se a criptografia forte estivesse livremente disponível na internet como alternativa, o governo seria incapaz de parar a sua utilização.

## Falta de adoção
O chip Clipper  não foi abraçado pelos consumidores nem fabricantes, e o chip em si não era mais relevante em 1996. O governo dos EUA continuou a pressionar para custódia de chaves ao oferecer incentivos para os fabricantes, permitindo controles de exportação mais relaxados se a custódia de chaves fosse parte de programas de criptografia que fossem exportados. Estas tentativas foram em grande parte inutilizadas pelo uso generalizado de tecnologias de criptografia forte, tais como o PGP, que não estavam sob o controle do governo dos EUA.
No entanto, canais de voz fortemente criptografados ainda não são o modo predominante de comunicação via telefone celular. Dispositivos telemóveis seguros e aplicativos de smartphone existem, mas podem exigir hardware especializado, e normalmente exigem que ambas as extremidades da conexão utilizem o mesmo mecanismo de criptografia. Tais aplicativos geralmente se comunicarm através de vias seguras na Internet (como ZRTP) em vez de ser através de redes de dado de áudio telefônico.

## Debates posteriores relacionados
Após as divulgações do Snowden a partir de 2013, a Apple e a Google anunciaram que iriam bloquear dados armazenados em seus smartphones com criptografia, de uma forma que eles próprios não conseguiriam quebrar a criptografia, mesmo se ordenado a fazê-lo com um mandado. Isso levou a uma forte reação das autoridades, com uma das mais emblemáticas respostas sendo a do chefe de detetives da polícia de Chicago: "a Apple vai se tornar o telefone de escolha para os pedófilos". O Washington Post publicou um editorial insistindo que "os usuários de smartphones devem aceitar que eles não podem estar acima da lei caso haja um mandado de busca válido", e depois de concordar que backdoors seriam indesejáveis, sugeriu a implementação de um backdoor "chave de ouro" que poderia desbloquear os dados com um mandado. Os membros do artigo de 1997 "Os Riscos de Recuperação de Chave, Custódia de Chaves, e Criptografia Confiável de Terceiros", assim como outros pesquisadores do MIT, escreveram um artigo de continuação, em resposta à ressuscitação do debate, argumentando que acesso obrigatório do governo a conversas privadas seria um problema ainda pior agora do que há vinte anos.